# Lámek (Noé apja)
Lámek (Héberül: לֶמֶךְ Lémeḵ, görögül: Λάμεχ Lámekh) bibliai pátriárka, aki Ádám leszármazottjaként van megemlítve Mózes első könyvében. Neve megjelenik Jézus családfájában is a Lukács 3:36-ban.
Lámeket (arabul : Lamk) az iszlám is megemlíti különböző mondák gyűjteményeiben, mint Mohamedet megelőző próféta.

## Bibliai narratív
|  | „Lámek száznyolcvankét éves volt, amikor fiút nemzett. Nóénak nevezte el, és ezt mondta: Ő vigasztal meg bennünket kezünk fáradságos munkájában a termőföldön, amelyet megátkozott az ÚR. Nóé születése után Lámek ötszázkilencvenöt évig élt, és még nemzett fiakat és leányokat. Lámek teljes életkora tehát hétszázhetvenhét év volt, amikor meghalt. Nóé ötszáz éves volt, amikor fiakat nemzett: Sémet, Hámot és Jáfetet.” |
|  | – Mózes első könyve 5:28–31 (ÚF) |

## Bibliai genealógia
Lámek Ádám nyolcadik generációs leszármazottja (1Mózes 5:25), Matuzsálem fia, és Noé apja (1Mózes 5:29), Sét genealógiájában, az 1Mózes 5-ben. Az 1Mózes 5:12-25-ben Lámek Matuzsálem fiaként van feljegyezve, aki Járed unokája volt, aki pedig Kénán unokája volt, aki Ádámtól származott.
Az 1Mózes 5:28–31 szerint Lámek 182 éves volt Nóé születésekor, ami után még 595 évet élt, így tehát életének hossza összesen 777 év volt, 5 évvel hunyt el az Özönvíz előtt. Eszerint a geneológiai feljegyzés szerint Ádám Lámek életének első 56 évében még életben volt.

## Lámeki prófécia
Mikor Lámek elnevezte fiát Noénak, ezt prófétálta meg: "Ő vigasztal meg bennünket kezünk fáradságos munkájában a termőföldön, amelyet megátkozott az ÚR. (1Mózes 5:29) Az emberiség küszködött a földműveléssel, annak a földnek a művelésével, amit az Úr megátkozott az 1Mózes 3:17-ben, és az enyhülést Noétól várták. Noé áldozatára az új világban, az özönvíz után, az Úr válaszolt: „Nem átkozom meg többé a földet az ember miatt, bár gonosz az ember szívének szándéka ifjúságától fogva, és nem irtok ki többé minden élőt, ahogyan most cselekedtem. " 

## Fordítás
- Ez a szócikk részben vagy egészben  a   Lamech (father of Noah) című angol Wikipédia-szócikk fordításán alapul.  Az eredeti cikk szerkesztőit annak laptörténete sorolja fel. Ez a jelzés csupán a megfogalmazás eredetét és a szerzői jogokat jelzi, nem szolgál a cikkben szereplő információk forrásmegjelöléseként.